# Jeffrey Lee
Jeffrey Lee AM (* 1971 im Northern Territory, Australien) ist das letzte lebende Mitglied des Aborigines-Clans der Djok im Northern Territory. Lee wurde in Australien überaus bekannt, weil er sich weigerte, Koongarra, das Land seiner Ahnen, zu verkaufen oder eine Erlaubnis zum Uranabbau zu erteilen. Jeffrey Lee besitzt einen Native Title auf 12,5 km² Land, in dem sich eine Uranlagerstätte mit etwa 14.000 t Uran befindet, die einen Wert von fünf Milliarden AUD (ca. 3,65 Milliarden €) darstellt. Er arbeitet als Ranger im Kakadu-Nationalpark im Northern Territory, wofür er alle zwei Wochen 1.000 AUD (ca. 730 €) erhält.

## Koongarra

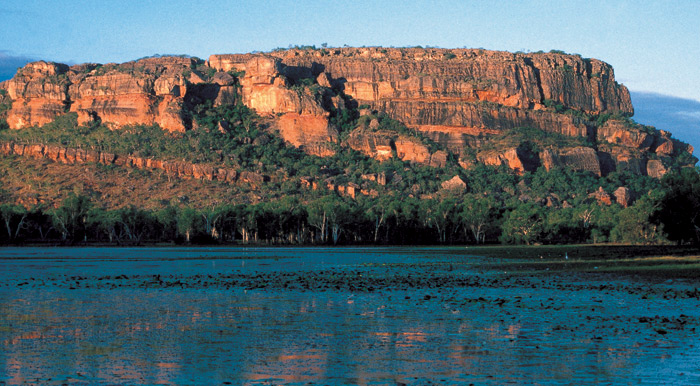
Nourlangie Rock am Rande von Koongarra

Koongarra grenzt an den Kakadu-Nationalpark, einer der wenigen Orte der Welt, die aufgrund ihrer Bedeutung sowohl in der Liste des UNESCO-Weltnatur- als auch in der des UNESCO-Weltkulturerbes eingetragen sind.
Das 12,5 km² große Koongarra-Gebiet grenzt an den Nourlangie Rock, einen der am meisten besuchten Orte im Kakadu-Gebiet mit Hunderten von spirituellen Orten, Beerdigungsplätzen, mehr als 20.000 Jahre alten Felszeichnungen und -gravuren sowie weiteren bedeutsamen Orten der Traumzeit, der ebenso in den Park integriert werden soll. In der Vorstellung der Aborigines schuf die Regenbogenschlange dieses Land und darin ruht ein riesiger Blauzungenskink, der nicht geweckt werden darf.
Im Kakadu-Nationalpark selbst wird seit 1981 Uran abgebaut. Die Ranger-Uran-Mine, die heute von der Energy Resources of Australia betrieben wird und in der die Rio Tinto Group die Aktienmehrheit hält, befindet sich komplett innerhalb des Parks. Probleme kommen immer wieder bei Hochwasser auf, weil uranhaltige Schlämme in die Nachbarschaft verfrachtet werden. Bereits 2004 wurden einer Studie zufolge Uran-Anomalien im Grundwasser der Lagerstätten Koongarra und Ranger 3 festgestellt. Den Betrieb der naheliegenden Uranmine Jabiluka auf ihrem traditionellen Land hatten die Mirarr und Umweltschützer mit einem weltweit beachteten Protest 1998 verhindert.

## Politik und Ökonomie
Jeffrey Lee bot 2010 Peter Garrett, Minister der derzeitigen Labor-Regierung (ALP), dieses Land unter der Voraussetzung an, dass es in den Kakadu-Nationalpark integriert wird. Die ALP im Northern Territory, die seit 2005 regiert, wollte die Ausweitung des Uranabbaus, den die vorherige Regierung der Liberal Party (LP) forciert hatte, einengen und gab bereits damals zu bedenken, dass eine andere Regierung diese Politik wieder umkehren könnte. Deswegen wurde das Angebot abgelehnt. Teile der Oppositionspartei der LP sind für den Uranabbau in den Uranminen Ranger und Jabiluka. Es kursieren in der LP Überlegungen, wie ein Uranabbau nach dem Ableben von Jeffrey Lee ermöglicht werden könnte. Peter Garrett erklärte 2010, dass die ALP dem Vorschlag von Lee folgen werde, wenn sie die kommende Wahl gewinnt.
Lee könnte einer der reichsten Männer Australiens sein, aber er gibt sich bescheiden und zurückhaltend. In einem der wenigen Interviews, die er gab, führte er im Jahr 2007 aus: „I’m not interested in money. I’ve got a job. I can buy tucker; I can go fishing and hunting. That’s all that matters to me.“ („Geld interessiert mich nicht. Ich habe Arbeit. Ich kann Essen kaufen; ich kann fischen und jagen. Das ist alles, was mir wichtig ist“).

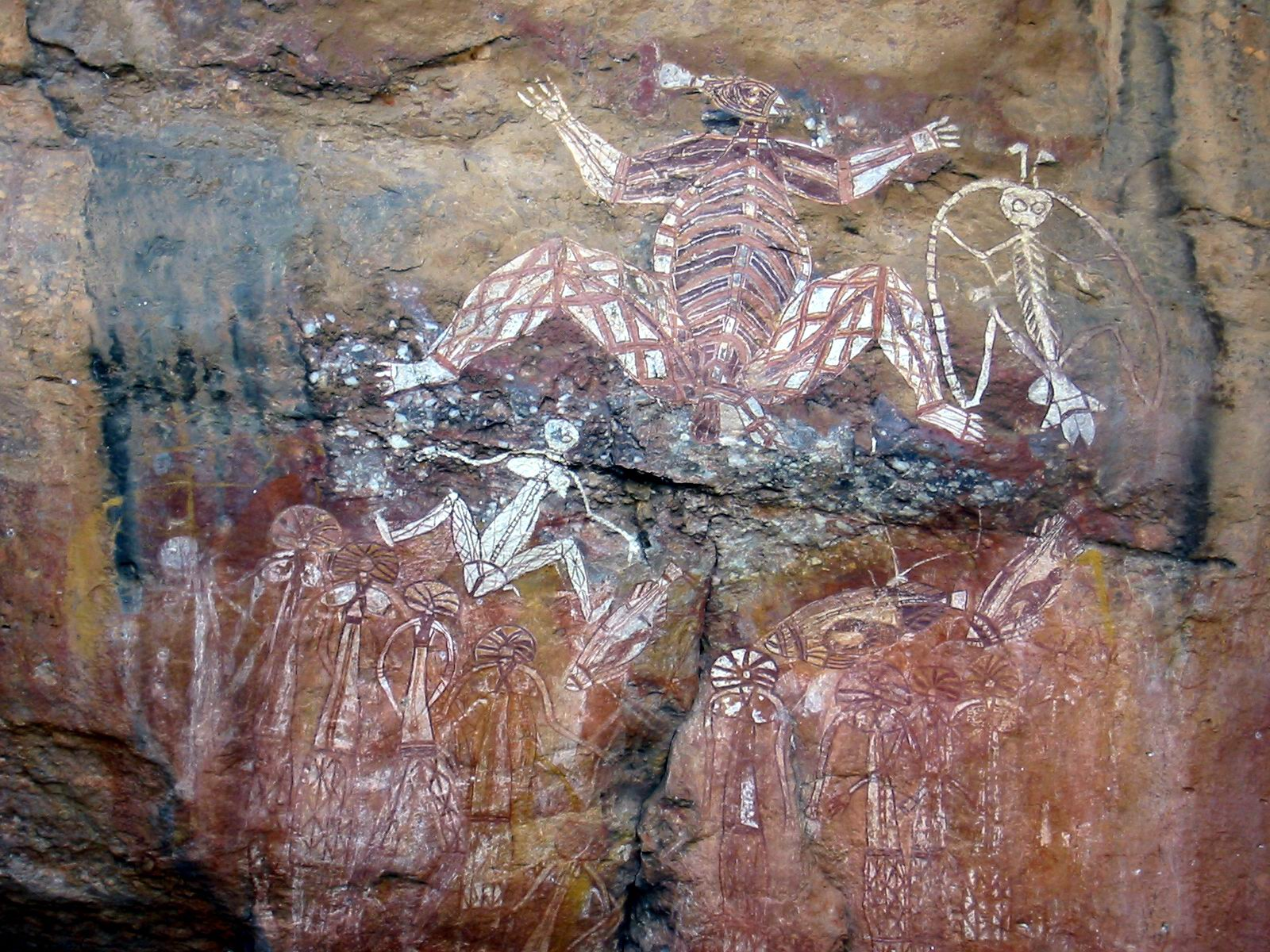
Lightning Man (Namarrgon) (ganz rechts oben) und seine Frau Barrginj (links mittig). Namondjok ist die große Figur.

Er arbeitet im Kakadu-Nationalpark an der Station Nourlangie, wo er über Bush Tucker und von der Traumzeit des Lightning Man spricht. Lee stand – nach seinen eigenen Worten – lange Zeit unter enormem Druck durch die französische AREVA-Gruppe, dem weltgrößten Konzern für Nukleartechnik, die das dortige Uran abbauen wollte.
Die Australian Conservation Foundation, die größte australische Umweltstiftung, die den Uranabbau in Australien kritisiert, begrüßte das Angebot von Lee und forderte 2010 die australische Bundesregierung auf, die Integration von Koongarra in den Park unverzüglich voranzutreiben.
Senator Scott Ludlam von den Australian Greens begrüßte den Vorschlag von Lee als „wonderful news for locals and all Australians“ (deutsch: „wundervolle Nachrichten für die Einheimischen und für alle Australier“) und erklärte, dass er und die Greens die ALP-Regierung bei der Integration des Koongarra-Gebiets in den Park unterstützen werden.
Seit 2005 stand die Koongarra Pty Ltd, eine Tochter der AREVA, mit den Aborigines und dem Northern Land Council in Verhandlungen. Die Australian Labor Party hatte 2007 die lang proklamierte Beschränkung auf drei Uranminen aufgegeben.
Sowohl die französische COGEMA und als auch die AREVA, die seit 1995 Abbauinteressen der Koongarra-Uranlagerstätte verfolgten, treiben das Koongarra-Projekt derzeit nicht weiter voran.

## Ehrungen
- 2018: Nuclear-Free Future Award in der Kategorie Widerstand